# Dolichoderus coquandi
Dolichoderus coquandi es una especie extinta de hormiga del género Dolichoderus, subfamilia Dolichoderinae. Fue descrita científicamente por Théobald en 1937.
Habitó en Francia y Alemania. Se encontró en Aix-en-Provence.